# 夢幻成真
《夢幻成真》（英語：Field of Dreams）是一部1989年的美國電影，由菲爾·艾登·羅賓森執導，凯文·科斯特纳、艾美·麥迪勤、占士·艾·鍾斯、雷·利奥塔、伯特·蘭卡斯特主演。是一部以棒球為題材，並以1960年代作為關鍵字，並講述在美國受人稱讚的夢想，希望以及家族的羈絆等美德的奇幻電影。
本作在棒球受到歡迎的國家中大受歡迎，並在美國第62屆奧斯卡金像獎獲得最佳電影獎，角色獎，作曲獎的提名。另外在日本，第33屆藍絲帶獎以及第14屆日本電影學院獎中獲得最佳外語片獎。本作在全世界中獲得8個獎的提名，雖然獲得5個獎，但其中有4個獎是日本的電影獎。

## 情節
主人翁是青少年时期与父亲失和而无法完成梦想的农场主人雷，有一天他听到神秘声音说：“你盖好了，他就会来。”于是他像着了魔一样铲平了自己的玉米田建造了一座棒球场，没想到他的棒球偶像真的来到那里打球，而且还因此而使他跟父亲之间好多年心结得以开解。

## 演員表
- 凯文·科斯纳 飾
- 艾美·麥迪勤（英语：Amy Madigan） 飾
- 蓋比·霍夫曼（英语：Gaby Hoffmann） 飾
- 雷·利奥塔 飾 無鞋喬•傑克森
- 提摩西·巴斯菲爾德（英语：Timothy Busfield） 飾
- 詹姆斯·厄爾·瓊斯 飾
- 畢·蘭卡斯特 飾
- 德威爾·布朗（英语：Dwier Brown） 飾

## 工作人員
- 導演/角色 - Phil Alden Robinson
- 製作總指揮 - Brian E. Frankish
- 製作 - Lawrence Gordon／Charles Gordon
- 助理製作人 - Lloyd Levin
- 原作 - William Patrick Kinsella『無鞋喬·傑克森』
- 攝影 - John Lindley
- 音樂 - 詹姆斯·霍纳
- 編輯 - Ian Crawford
- 選角・導演- マーガレー・シムキン
- 製作人・設計 - デニス・ギャスナー
- 美術 - Leslie McDonald
- 服裝設計- Linda M. Bass

## MLB夢田之戰
2019年，美國職業棒球大聯盟宣布將在電影拍攝地美國愛荷華州戴爾斯維爾的玉米田中重現電影場景，並舉行大聯盟在愛荷華州的首場例行賽，原定2020年8月13日舉行，但受2019冠状病毒病疫情影響順延至2021年8月12日，由芝加哥白襪對上紐約洋基，球場不但複刻了劇中的場景，球員也換上當年版本的隊服，並邀請電影男主角凱文·科斯特納作為球賽嘉賓，最後比賽結果由白襪隊以9比8險勝逆轉洋基隊。
2022年8月11日，MLB夢田之戰再次舉辦，由辛辛那提紅人對上芝加哥小熊。

## 外部連結
- 開眼電影網上《夢幻成真》的資料（繁體中文）
- 豆瓣电影上《梦幻之地》的資料 （简体中文）
- 时光网上《梦幻成真》的資料（简体中文）
- AllMovie上《夢幻成真》的资料（英文）
- 爛番茄上《夢幻成真》的資料（英文）
- Box Office Mojo上《夢幻成真》的資料（英文）
- TCM电影资料库上《夢幻成真》的资料（英文）
- Metacritic上《夢幻成真》的資料（英文）
- 互联网电影数据库（IMDb）上《夢幻成真》的资料（英文）